# Paulistania
Paulistania es la región cultural del pueblo caipira. Está compuesto por el Estado de São Paulo, partes del Estado de Paraná, partes del Triângulo Mineiro, el sur de Minas Gerais y Goiás, los estados de Mato Grosso del Sur y partes de Mato Grosso, campo de influencia y exploración de los bandeirantes.

## Etimología
El nombre "Paulistania" es un neologismo conformado como um topónimo compuesto por "Paulista" ("Paulo" compuesto por el sufijo latino "ista", que proviene del sufijo griego antiguo "istes" (ιστεσ), define a los nativos del Estado de São Paulo), y 'ia', que significa "Tierra" (lugar) en latín. El nombre fue creado para ser interpretado como "Tierra de los Paulistas", como Lusitania, "Tierra de Lusitanos", Germania, "Tierra de Germánicos" y Lituania, "Tierra de Lituanos". El término fue acuñado por António Candido en 2010. Las personas de la región pueden llamarse paulistas y paulistánicos.

## Historia
Paulistânia surgió a través de expediciones bandeirantes en el camino hacia el interior de Sudamérica, dando origen a la capitanía portuguesa de San Vicente, luego dividida en la Capitanía de San Pablo, hasta llegar a los territorios administrativos actuales, siendo estos parte de los estados de Goiás, Mato Grosso del Sur, Mato Grosso, Minas Gerais, Paraná y São Paulo.
Hermes Fontes, en algunas crónicas escritas para el periódico Correio Paulistano entre 1917 y 1918, utilizó Paulistania como sinónimo del Estado de São Paulo. El editor Heitor de Moraes le dio a Fontes el título: en los oídos de Moraes, "Paulistania" sonaba como "Terra Paulista", así como los portugueses tenían su Lusitania y los pueblos germánicos su Germania. El término Paulistania fue establecido gracias a una historiografía de carácter conservador, ligada al espíritu provinciano de los intelectuales paulistas, queriendo definir un determinado territorio para la 'raza paulista', se trataba de Alfredo Ellis Jr. de una Paulistania.
Pero fue Joaquim Ribeiro, en su obra Folklore dos Bandeirantes, de 1946, quien propuso que Paulistania fuera su término, un neologismo creado "para designar el espacio de vida de los viejos paulistas", sustantivo a ser utilizado, a partir de entonces adelante, para referirse a la región que, en su opinión, era "una de las células fundamentales de la formación territorial de Brasil". El autor creía que, además de útil, Paulistania era un nombre que venía "en contra la geografía e historia de la región del bandeirismo.”
Condición necesaria para la expansión de la extensión geográfica de la América portuguesa,[cita requerida] las expediciones pioneras, por sí solas, no fueron suficientes para la creación de una Paulistania. Fue a partir de los pioneros que, por razones históricas, partieron y no regresaron a la Meseta Piratininga[cita requerida] que la "región bandeirante" pasó a ser una "Tierra Paulista" y, más tarde, "el espacio vital de los paulistas". De la fijación al suelo,[cita requerida] surgió la región de São Paulo; de ésta, Paulistania;[cita requerida] y luego, su gente, su cultura, su historia de experiencia. Aunque administrativa y políticamente, los límites y límites de esta Paulistania fueron cambiando, reconfigurándose con el tiempo, para desplegarse en lo que ahora son los estados de São Paulo, Paraná, Minas Gerais y Goiás, Mato Grosso do Sul y partes de Mato Grosso, se puede suponer que la región formada por el “gran territorio invadido por las entradas y banderas conservaba una expresiva unidad cultural, unificada por un cuerpo común de entendimientos, valores y tradiciones en el que todos participaban, en una realidad en la que las variaciones regionales nunca llegaron a amenazar la esencia del conjunto.
Puede decirse que, desde mediados del siglo XVIII, se difundió y consolidó una lámina de cultura caipira,[cita requerida] con variaciones locales, que comprendía, además de la Capitanía de San Pablo, partes de las capitanías de Minas Gerais, Goiás e incluso de Mato Grosso. Actualizando la geografía, no sería exagerado decir que la ruta de la cultura caipira se expandió y abarcó las áreas que hoy corresponden a varios estados, incluyendo la Región de Missiones, en el noroeste de Río Grande del Sur, estado brasileño fuertemente influenciado por los troperos que salían de Sorocaba.

## Inmigración
La presencia de italianos en el territorio del Estado de São Paulo también contribuye a reforzar la sugerencia del lugar donde se desarrolla la narración, dado que los millones de italianos que ingresaron a Brasil se dirigieron, en una abrumadora mayoría, a las fincas cafetaleras que, en ese momento, de la gran inmigración, esparcida por partes significativas de la Paulistania. Este dato, además de su indicación geográfica, también propone algo en relación con el tiempo histórico de la narración. Por su parte, el inmigrante, especialmente siendo un inmigrante italiano, marca el cambio del siglo XIV al XX, cuando muchas etnias, especialmente europeas, emigraron como colonos para trabajar, ninguna de las cuales era tan numerosa como los italianos.
El Estado de São Paulo no solo tenía los medios para subsidiar el viaje de inmigrantes, sino que también tenía un flujo espontáneo de inmigrantes, atraídos ya sea por el éxito de sus compatriotas o por la propaganda que los cafetaleros y el propio estado hacían en Europa, en grandes porciones de la antigua Paulistania, la inmigración estaba destinada a proporcionar principalmente mano de obra para grandes cosechas. Así, a pesar de la gran cantidad de nacionalidades que partieron hacia São Paulo, el italiano fue sin duda quien, desde su llegada, contribuyó a moldear no solo la economía de la región, sino también su cultura, costumbres, formas de ser y ver.
Muchos colonos europeos se convirtieron en caipiras, de los italianos, una parte retrocedió culturalmente, convirtiéndose eventualmente en verdaderos nómadas, moviéndose al final de la cosecha en busca de una vida mejor, mejores tierras y condiciones de trabajo.

## Cultura
La base de la Paulistania es la identidad caipira. Pero a diferencia de otras culturas regionales, que se manifiestan con orgullo, como las del pueblo sertanejo o el gaucho, la cultura caipira es siempre avergonzada y disimulada, algo que no se explicita ni se celebra. Los escritores Carlos Alberto Dória y Marcelo Corrêa Bastos recuerdan el conocido episodio de revuelta de los habitantes del Cunha (actual municipio de la Paulistania en São Paulo), con motivo de la publicación de un libro de Emilio Willems, en el que retrata a los habitantes de ese pequeño pueblo del Valle del Paraíba de São Paulo, utilizando de esa categoría. Quizás se deba al escritor Monteiro Lobato la fijación de esta imagen deletérea de lo caipira, a través de su personaje Jeca Tatu, en Urupês. Aún con el atenuante de que él no tendría la culpa de ser así, el caipira de Lobato se presenta como un hombre "contrabandista, sucio y malo", lento, sencillo, atrasado, sinónimo del pasado agrario por superar. En Cándido, los adjetivos dan paso a sustantivos menos valiosos: la cultura caipira es la de la sociabilidad marcada por una determinada forma de conducta moral en la vida cotidiana, ratificada por prácticas de solidaridad predominantemente basadas en la obtención del mínimo vital para la subsistencia de las familias, algo coherente y consecuente con la rusticidad y carencia heredada de su condición periférica en la formación territorial y social. La cocina rústica seguiría entonces esta línea, de apostar por lo precario, lo transitorio, lo periférico, lo rústico, lo sencillo, lo improvisado.

### Ritmos musicales
El ritmo musical tradicional de la Paulistania es el la música sertaneja, también llamado "música caipira", "sertanejo tradicional", "sertanejo de raíz", "moda de viola", a veces lo llaman "sertanejo viejo", pasando la falsa imagen de que el sertanejo universitario, sería el sucesor de la música caipira, un "nuevo estilo", debido a su popularidad.
En esta región y de esta cultura nació una modalidad de música popular, Alberto Ikeda, autor del libro "Música en la Tierra Paulista: De la Guitarra Caipira a la Guitarra Eléctrica" (en portugués: "Música Na Terra Paulista: Da Viola Caipira À Guitarra Elétrica") la consideró "la música de la Paulistania". En palabras del autor, es una musicalidad que se relaciona con la formación histórica de São Paulo, haciéndola única como paulista. Además de ser un símbolo, la guitarra caipira fue la garante de la expansión de esta música caipira. Erigiéndose como vocero de esta musicalidad, el instrumento se difundió por toda la Paulistania y, teniendo su identificación con los primeros habitantes de la región a lo largo del tiempo, llegó al punto de hacer del violeiro un individuo de gran importancia en la comunicación donde vivió.
Si bien la música caipira se relaciona predominantemente con otras expresiones, algunos ritmos terminaron fijándose también de manera autónoma, como género musical en sí mismo, predominantemente para escuchar, como expresión musical popular de concierto, con autoría reconocida y expresa. Entre ellos están: el cururu, la catira o cateretê y el xote, que son formas originalmente bailadas, con canto a menudo improvisado; la toada y la moda de viola, géneros únicamente vocales, y la pagoda caipira, inicialmente un tipo de música instrumental solista, de gran virtuosismo, interpretada con la guitarra caipira, y que pasó a presentarse también en versión cantada.

### Gastronomía
Paulistania es el espacio donde se encontraron guaraníes y portugueses, a través de las banderas paulistas y del establecimiento de asentamientos humanos, algunos temporales, otros permanentes, donde se produjo tanto la asimilación recíproca de las costumbres de los dos grupos sociales, como las diferencias que, sin embargo, no borraban los rasgos comunes, que se decían fundamentales en la cocina caipira. Entre ellos: el amplio y variado uso del maíz como ingrediente fundamental, la predilección de la carne de cerdo sobre la de res, el gusto por el pollo, preferentemente el pollo caipira, el uso diversificado de las verduras, todo ello dando los contornos de una original y sabor único En él reinan el maíz y la carne de cerdo. La condición provisional de ciertas paradas, en el avance hacia el interior, favoreció el cultivo de este grano, de ciclo más corto que la manihot esculenta.
Mencionando el registro de los autores sobre los matices de la cocina caipira, ejemplificados en la asimilación de ciertos productos locales como el pequi en las zonas de sabana, el pinhão en las zonas montañosas y más al sur, o incluso el pescado y el uso más común de la manihot esculenta en las zonas costeras, en lo que convencionalmente se llama cocina caiçara. Pero todo ello como si fuera un condimento más a una base que se impone y no hace más que enriquecer la complejidad de esta gastronomía caipira. De esta base común surgen variaciones locales: como tutu de frijoles de Minas Gerais (tutu de feijão mineiro) en contraste con el virado de frijoles de São Paulo (feijão paulista); el arroz de suã, arroz con pollo con quimbombó, arroz con chorizo, arroz con pequi, todos los cuales provienen de la costumbre de mezclar el arroz con carne de producción local o, en el caso del pequi, con la fruta, para “agrandar” la comida; el barreado de la costa del Estado de Paraná; las diversas farofas y los muchos derivados del maíz como el curau, la pamonha, las tortas y albóndigas, el viradinho, el angus; revueltos cuya base sea el aprovechamiento de sobras del almuerzo u otras comidas; las empadas y empadões, como el goiano; pero también las cambuquiras y conservas que siempre están presentes, aunque en diferentes formas de preparación o con diferentes ingredientes aquí y allá.